# Juan Andrés Arango
Juan Andrés Arango García (Bogotá, 19 de septiembre de 1976) es un guionista y director de cine colombo-canadiense. Su primer largometraje, La playa DC, se estrenó en el Festival de Cine de Cannes de 2012 y fue seleccionada como la representante colombiana en la categoría de Mejor Película Extranjera en la edición n.º 86 de los Premios de la Academia.
Originario de Bogotá, Colombia, ha residido principalmente en Montreal, Quebec desde que comenzó sus estudios de posgrado en cine en la Universidad Concordia en 2006. Su segunda película, X500, debutó en el Festival Internacional de Cine de Toronto 2016.